# Ernst Meyer (skuespiller)
 For alternative betydninger, se Ernst Meyer. (Se også artikler, som begynder med Ernst Meyer)
Ernst Meyer (2. marts 1932 i København – 21. maj 2008 smst) var en dansk skuespiller.
Han er uddannet fra Odense Teater i 1958. Han har gennem sin karriere optrådt på en lang række teatre og medvirket i en lang række revyer.
I tv har han bl.a. fået roller i serierne Huset på Christianshavn, Smuglerne, En by i provinsen, Matador og Bryggeren.

## Udvalgt filmografi
På film har han været birolle-skuespiller i langt de fleste af Olsen-banden filmene og har herudover bl.a. medvirket i følgende film:
- De sjove år – 1959
- Den kære familie – 1962
- Landmandsliv – 1965
- Min søsters børn på bryllupsrejse – 1967
- Min søsters børn vælter byen – 1968
- Olsen banden (1968) tankpasser
- Rend mig i revolutionen – 1970
- Familien Gyldenkål – 1975